# Maria Nurowska

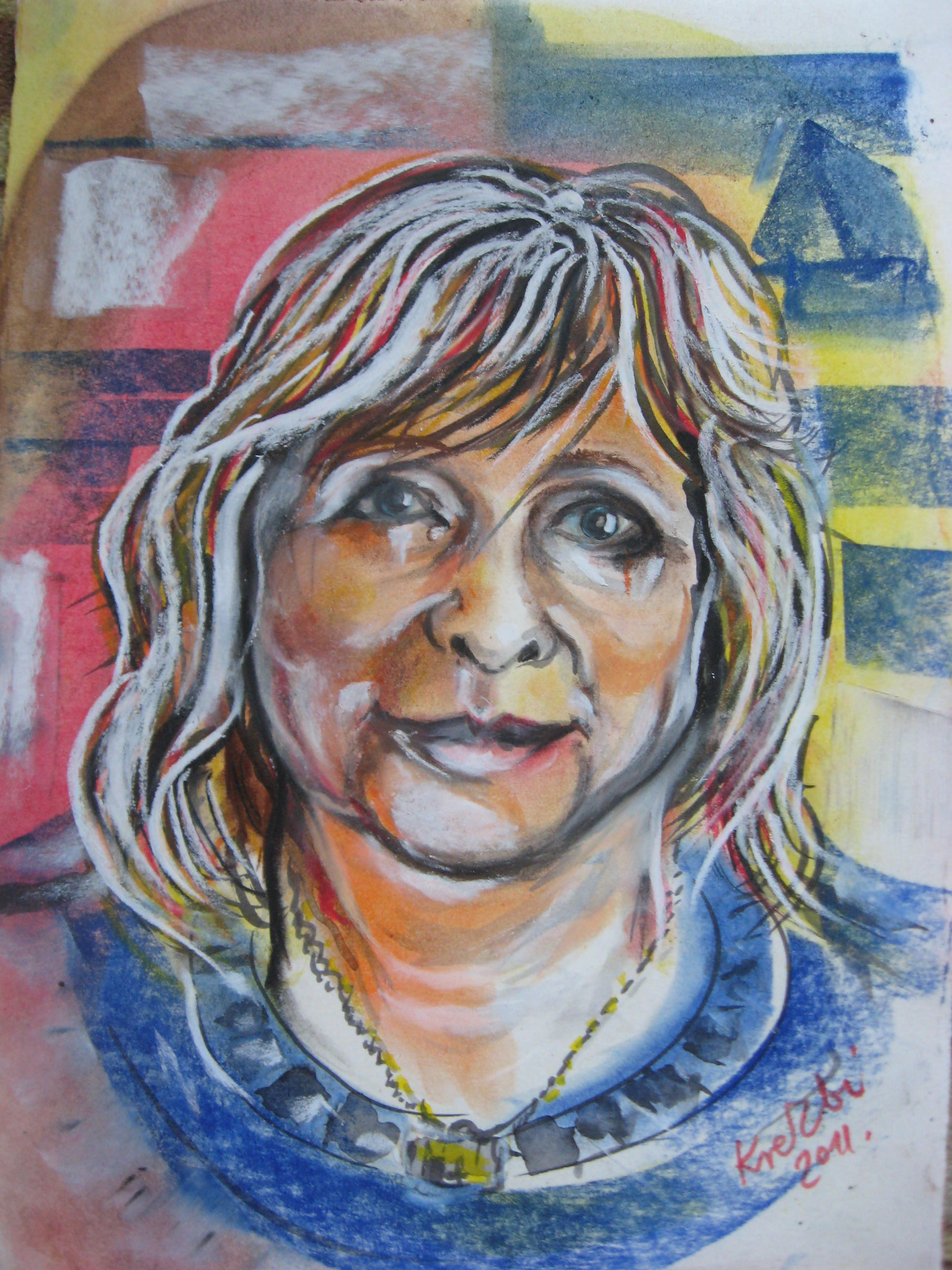
Maria Nurowska (polský malíř: Zbigniew Kresowaty)

Maria Nurowska (3. března 1944, Okółek, Východní Prusko – 3. února 2022) byla polská spisovatelka.

## Životopis
Je dcerou legionáře a vojáka Zemské armády (polsky AK). Maria Nurowska vystudovala polonistiku a slavistiku na Varšavské univerzitě. Svoje první literární dílo uveřejnila teprve v roce 1974, a to v časopise Literatura. Je také autorkou románu (polsky Mój przyjaciel zdrajca) o polském plukovníkovi a agentovi Ryszardu Kuklińském, Poláky velice kontroverzně přijímané postavě polských politických dějin, k jehož knižnímu vydání došlo až po jeho smrti. 

## Publikační činnost (výběr)

### Přehled děl v originále (výběr)
- Panny i wdowy (zfilmováno 1991[7]
- Mój przyjaciel zdrajca. Warszawa: WAB, 2014. 260 S.

### České překlady z polštiny
- Setkání v Paříži (orig. Rosyjski kochanek). 1. vyd. Praha: Motto, 2009. 272 S. Překlad: Iva Daňková[8]
- Dopisy lásky (orig. Listy miłości). 1. vyd. Praha: Motto, 2005. 253 S. Překlad: Alexandra Sedunková